# Valley of the Giants
Valley of the Giants fue una banda canadiense de post-rock formada a principios de 2002 en Lanark Highlands, Ontario, Canadá. El grupo está compuesto por miembros de Broken Social Scene, Godspeed You! Black Emperor, Silver Mt. Zion, Do Make Say Think, Shalabi Effect y Strawberry. 

## Miembros

### Exintegrantes
- Brendan Canning (Broken Social Scene, hHead)
- Charles Spearin (Broken Social Scene, Do Make Say Think)
- Dierdre Smith (Strawberry)
- Anthony Seck (Shalabi Effect)
- Sophie Trudeau (Silver Mt. Zion, Godspeed You! Black Emperor)
- Raoul Tangeuy

## Discografía
- Valley of the Giants (2004)